# 蒙达
蒙达，是西班牙安达卢西亚自治区马拉加省的一个市镇。 总面积58平方公里，总人口1772人（2001年），人口密度31人/平方公里。